# N503iS
デジタル・ムーバ N503iS HYPER（デジタル・ムーバ エヌ ごー まる さん アイ エス ハイパー）は、日本電気(NEC)製のNTTドコモの第二世代携帯電話(mova)端末である。

## 概要
N503iのマイナーチェンジモデル。売れ筋のN50Xシリーズではじめてサブディススプレイが付いた。TFD液晶からより輝度が高いTFT液晶に変わり、画面がさらに見やすくなった。iアプリ保存件数も30件にアップしている。
NTTドコモ関西では、iモード契約500万件突破を記念した「サンクスミリオンフェア」の一環として、当時イメージキャラクターを務めていた米倉涼子の待受画面や着信ボイスをプリインストールし、特製エンブレムやラメを付けた「ルミナスホワイト」を5000台限定でプレゼントしていた。なお、米倉は、2020年から楽天モバイルのイメージキャラクターを務めている。

## 歴史
- 2001年5月21日　電気通信端末機器審査協会による技術基準適合認定の設計認証（設計認証番号A01-0355JP、J01-0114）
- 2001年5月25日　テレコムエンジニアリングセンターによる技術基準適合証明の工事設計認証（工事設計認証番号WAA0125）
- 2001年8月22日　ドコモから発表。
- 2001年8月27日　発売。
- 2012年3月31日　movaサービス終了により使用はこの日限りとなる。